# Luconacia incerta
Luconacia incerta är en kräftdjursart. Luconacia incerta ingår i släktet Luconacia och familjen Pariambidae. Inga underarter finns listade i Catalogue of Life.